# Rainer Brüderle
Rainer Brüderle (Berlín, Alemania, 22 de junio de 1945) es un político y economista alemán.
Se diplomó en Economía por la Universidad de Maguncia.
Tras haber finalizado sus estudios universitarios entró en el mundo de la política, siendo miembro del Partido Democrático Liberal con el que pasó a ser parlamentario del Bundestag de Alemania tras las Elecciones federales de Alemania de 1998 donde permaneció durante todas las siguientes legislaturas, para las Elecciones de 2009 se presentó por el distrito electoral de Maguncia pero sin obtener éxito fue elegido finalmente por el de Renania-Palatinado.
Ese mismo año, el día 28 de octubre, fue nombrado Ministro de Economía y Tecnología durante el Segundo Gabinete Merkel, siendo a la vez Presidente del Grupo Parlamentario de su partido político, hasta que el día 12 de mayo del año 2011 renunció a su cargo de Ministro teniendo que ser sucedido por el político Philipp Rösler.
En la actualidad, también es miembro de la junta directiva del canal de televisión público alemán ZDF.
Y en política, actualmente es el principal candidato por el Partido Democrático Liberal para las Elecciones federales de Alemania de 2013, que se celebran el día 22 de septiembre de 2013, cuyo resultado fue en el cuarto lugar con un total del 4.8% de los votos y sin lograr ningún escaño al parlamento.